# Deu a Louca no Cangaço
Deu a Louca no Cangaço é um filme brasileiro de 1969, com direção de Fauzi Mansur e Nelson Teixeira Mendes.

## Elenco
- Dedé Santana .... Maloca / Zé da Mata
- Dino Santana .... Bonitão
- Noira Mello .... Heroína
- Gibe .... Comandante
- Rony Cócegas ... Soldado Severino da Bela
- Mario Alimari .... Soldado Pé com Pano
- Adélia Iório .... Maria Batalhão
- Átila Iório .... Coronel
- Luiz Risada .... Soldado Risonho
- Joãozinho .... Soldado Montanha
- Palito .... Recruta
- Valadão .... Recruta
- Amarelinho .... Recruta
- Carlos Bucka .... Bandido
- Miro Ferri .... Bandido
- Paula Ramos .... Bandida
- Djalma Lúcio .... Mocinho
- Elsa Martini .... Mocinha
- Roberto Ferreira .... Latifundiário
- Gibinho .... Latifundiário
- Fauzi Mansur .... Latifundiário
- Castrinho .... Latifundiário
- Rosângela Maldonado .... Namorada
- Vic Militello .... Namorada
- Maria Viana .... Namorada
- Geralda de Freitas .... Namorada
- Osvaldo Mesquita .... Homem da lei
- Darcy de Souza .... Homem da lei
- Henrique Borges .... Homem da lei
- Walter Portella .... Homem da lei
- Eurípedes da Silva .... Homem da lei
- Humberto Militello .... Amigo do mocinho
- Luiz Genésio .... Amigo do mocinho
- Domingos Terras .... Amigo do mocinho
- Wilson Trucador .... Amigo do mocinho
- Kid Búfalo .... Lutador
- Antonielo Zorba .... Lutador
- Índio Paraguaio .... Lutador
- Aquiles .... Matador
- Enoque Batista
- Gilberto Bria
- Walter Seyssel (como Pimentinha)